# Herbert Wilhelmi

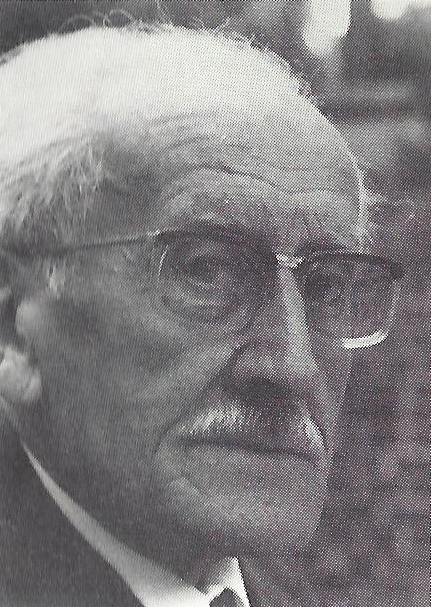
Herbert Wilhelmi

Herbert Wilhelmi (* 4. November 1895 in Insterburg; † 19. September 1983 in Reinbek) war ein deutscher Organist, Musikpädagoge und Komponist.

## Leben
Herbert Wilhelmi studierte Musikpädagogik und Kirchenmusik an der Akademischen Hochschule für Musik in Berlin, wo er 1920 als Organist begann. 1924 wurde er als Musikdirektor nach Tilsit berufen. 1937 kam er als letzter Organist an den Königsberger Dom. Zugleich war er Dozent am Institut für Schul- und Kirchenmusik. Nach dem Zweiten Weltkrieg war er Professor für Musikerziehung in Wuppertal. Er machte sich um die Erhaltung der ostpreußischen Lieder verdient. 1964 erhielt er den Kulturpreis der Landsmannschaft Ostpreußen.